# Ctenus tarsalis
Ctenus tarsalis este o specie de păianjeni din genul Ctenus, familia Ctenidae, descrisă de F. O. P.-cambridge în anul 1902. Conform Catalogue of Life specia Ctenus tarsalis nu are subspecii cunoscute.